# 20,3 cm SKC/34
20,3 cm SKC/34 е корабно артилерийско оръдие калибър 203 mm, разработено и произвеждано в Германия. Състои на въоръжение в Кригсмарине. Поставяно е на тежките крайцери от типа „Адмирал Хипер“. Освен това, се използва и от бреговата отбрана. Използва се през Втората световна война.

## История на създаването
До началото на 1930-те години немския флот не използва артилерийски системи калибър 8” (203,2 mm). В този клас оръдия на разположение на немските моряци има 210-mm оръдия 21 cm SK L/40 и 21 cm SK L/45, с които се въоръжават броненосните крайцери на Императорския флот. След поражението на Германия в Първата световна война, Райхсмарине, ограничена от условията на Версайския договор, строи от големите кораби само леки крайцери със 150-mm оръдия и „джобни линкори“, въоръжени с мощни 283-mm оръдия, които поставят под съмнение самото съществуване на класа на тежките крайцери .Въпреки това, в средата на 1930-те години възраждащият се немски флот също се обръща към идеята за „вашингтонския“ крайцер. Кригсмарине вече претендира за статус на флота на велика морска държава, което подразбира наличието на кораби от всички основни класове.
Работите по проектирането на немския тежък крайцер започват още през 1934 г. Почти веднага става ясно, че да се вместят в договорната водоизместимост от 10 000 тона осем 203-mm оръдия, адекватна бронева защита и машини, способни да дадат скорост 32 възела е практически невъзможно. Предлага се идеята да се намали калибъра на артилерията до 190 mm, но става ясно, че това дава икономия от едва 100 тона. Германия през този период вече фактически пренебрегва условията на Версайския договор, но Адолф Хитлер по това време все още предпочита да съхранява респект във външната политика, затова официално проектът за новия кораб остава в рамките на 10 000 тона.
Англо-германският морски договор, сключен през 1935 г., обвързва Германия да съблюдава международните ограничения, в т.ч. и тези, които са установени с Вашингтонския договор от 1922 г. Това означава, че стандартната водоизместимост на новите крайцери на Кригсмарине, които те имат право да построят в серия от 5 единици, не трябва да превишава 10 000 тона. Още преди това, през 1934 г., е дадена поръчката за строителството на двата първи крайцера, а през април 1935 г. започва детайлната разработка на проекта. При това изначално е ясно, че реалната стандартна водоизместимост значително ще превиши договорния предел.

## Конструкция
Оръдието е разработено от немския концерн „Krupp“ и става първото оръдие с такъв калибър в германския флот. Оръдието е предназначено специално за тежките крайцери от типа „Адмирал Хипер“. 20,3 cm SKC/34 се състои от вътрешна тръба, външна тръба, лайнер и казенник. Лайнерът се поставя откъм казенната част и тежи 5580 kg. Затворът е клинов, хоризонтален тип и тежи 450 kg. Живучестта на ствола се оценява на 500 изстрела с пълен заряд.
| Бронебоен Pz.Gr. L/4,4          | 122 | 122 | 89,5 | 2,3  | 1,9 |
| Полубронебоен Spr.Gr. L/4,7 Bdz | 122 | 122 | 95,6 | 6,54 | 5,3 |
| Фугасен Spr.Gr. L/4,7 Kz        | 122 | 122 | 95,3 | 8,93 | 7,3 |